# Генераловский
Генераловский — хутор в Котельниковском районе Волгоградской области. Административный центр Генераловского сельского поселения.

## География
Хутор расположен на крайнем северо-западе Котельниковского района на северном склоне одного из отрогов западной покатости Ергенинской возвышенности, относящейся к Восточно-Европейской равнине, на левом берегу реки Аксай Есауловский (южном берегу залива Цимлянского водохранилища, образовавшегося в низовьях Аксая), на высоте около 40 метров над уровнем моря. Рельеф местности равнинный, имеет незначительный уклон к северу. Почвы каштановые солонцеватые и солончаковые.
По автомобильным дорогам расстояние до областного центра города Волгограда (до центра города) составляет 180 км, до районного центра города Котельниково — 44 км. Ближайшая железнодорожная станция Жутово железнодорожной ветки Волгоград—Тихорецкая Волгоградского региона Приволжской железной дороги расположена в 35 км к востоку от хутора в рабочем посёлке Октябрьский.
Климат
Климат континентальный, засушливый, с жарким летом и относительно холодной и малоснежной зимой (согласно классификации климатов Кёппена — Dfa). Среднегодовая температура воздуха положительная и составляет + 8,9 °C. Средняя температура самого холодного января −6,1 °С, самого жаркого месяца июля +24,0 °С. Многолетняя норма осадков — 382 мм. В течение года количество осадков распределено относительно равномерно: наименьшее количество осадков выпадает в феврале-марте и октябре (по 25 мм), наибольшее количество — в июне и декабре (по 40 мм).
Часовой пояс
Генераловский, как и вся Волгоградская область, находится в часовой зоне МСК (московское время). Смещение применяемого времени относительно UTC составляет +3:00.

## История
Хутор Генераловский основан в 1795-97 годах казаком Генераловым из станицы Потёмкинской. В середине XIX века в хуторе насчитывалось 18 дворов, проживало около 150 жителей. Главными занятиями генераловцев в то время были царская служба, скотоводство и земледелие. У некоторых семей было не по одному табуну, поэтому жили зажиточно. Известны фамилии старейших генераловских родов: Генераловы, Игумновы, Полухины, Небыковы, Сулацковы, Тепикины, Фомины. В это время была построена мельница на Аксае, а в начале века XX века хуторе появилась своя церковь — храм Святого Николая. При церкви действовала церковно-приходская школа. В 1915 году в хуторе Генералове было уже 80 дворов, проживало около 500 человек.
Советская власть в хуторе была установлена весной 1918 года. Первым председателем хуторского Совета был избран Сулацков Иван Викентьевич. В годы Гражданской войны большая часть генераловских казаков воевала на стороне «белых». Советская власть вновь установлена в 1920 году в хуторе Генераловом была восстановлена советская власть. В 1921 году в Генераловском была создана сельскохозяйственная коммуна имени Карла Маркса. В 1929 году создан колхоз «Красная нива». С 1935 года — в составе Верхне-Курмоярского района Сталинградского края (с 1936 года — Сталинградской области).
В годы Великой Отечественной войны на фронт ушло более 100 жителей хутора. Летом 1942 года хутор был оккупирован. Освобождён 26 декабря 1942 года.
С 1950 года — в составе Котельниковского района.
В 1957 году на базе колхозов «Красная нива» (хутор Генераловский), «Красное знамя» (станица Потемкинская), «Роза Люксенбург» (хутор Дорофеевский) и Потёмкинской МТС был создан совхоз Пугачёвский. В 60-70 годы в хуторе были построены новое здание клуба, большая столовая, здание администрации совхоза, несколько магазинов. В 1971 году открыто новое 2-х этажное здание школы.

## Население
| 1987  | 2002 |
| ----- | ---- |
| ≈1300 | 1138 |

| 1859 | 1873 | 1897 | 1915 | 2010  |
| ---- | ---- | ---- | ---- | ----- |
| 215  | ↘116 | ↗312 | ↗460 | ↗1055 |